# Klemens Stefan Sielecki

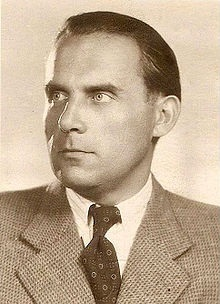
Klemens Stefan Sielecki (Những năm 1940)

Klemens Stefan Sielecki (8 tháng 12 năm 1903 tại Stanisławów, Áo-Hungary - 14 tháng 7 năm 1980 tại Kamień Pomorski, Ba Lan) là một kỹ sư người Ba Lan, đồng thời là giám đốc kỹ thuật của Nhà máy Đầu máy đầu tiên ở Ba Lan mang tên Fablok tại Chrzanów trong những năm sau chiến tranh cho đến năm 1964.

## Tiểu sử
Cha của ông là Sofroniusz Skrebeciowicz de Sielecki (1862–1908) là công chức tại đơn vị Đường sắt Nhà nước Hoàng gia Áo, làm việc ở nhiều nơi trên khắp Galicia. Mẹ của ông là Leontyna nhũ danh Lintner (1877–1913). Ông có một em gái, Czesława (1907–1993). Cả hai đều trở thành trẻ mồ côi từ khi còn nhỏ và được nuôi dưỡng bởi người dì của họ là Jozéfina và chồng bà Adolf Skrzyszewski, người cũng làm việc tại đơn vị Đường sắt Nhà nước. Gia đình Skrebeciowicz de Sielecki với gia huy Sas là một gia đình thuộc giới quý tộc (trong tiếng Ba Lan gọi là szlachta),  ban đầu xuất thân từ Sielec, Drohobych Raion. 

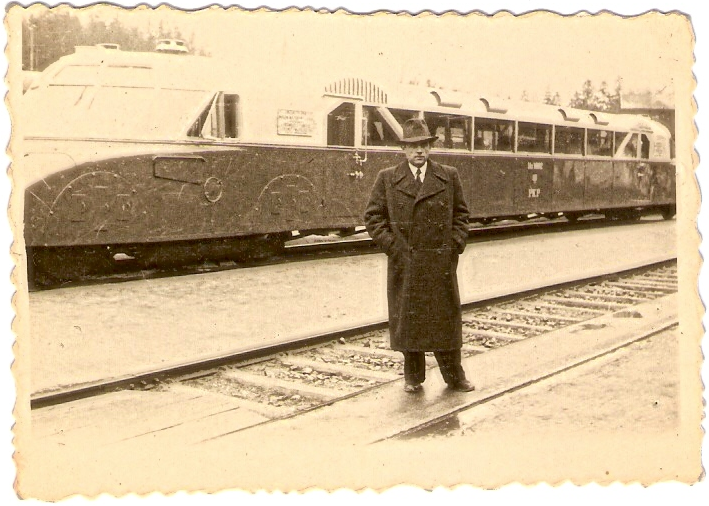
Sielecki đứng trước con tàu Luxtorpeda tại nhà ga Zakopane (1935)

Ông qua đời vì một cơn suy tim đột ngột khi đang đi du lịch cùng gia đình. Ông yên nghỉ tại khu nghĩa trang gia đình ở Nghĩa trang Rakowicki ở Kraków.

## Công trình nghiên cứu
Ông đã xuất bản các bài luận khác nhau về các chủ đề liên quan tới lĩnh vực công nghệ, bài đầu tiên xuất bản vào năm 1932 trên ấn phẩm Fablok cho đầu máy thứ 500 được sản xuất, cũng như sáu bài luận khác cho lễ kỷ niệm 50 năm của Fablok 1924–1974. Ông đã dịch nhiều tài liệu và sách kỹ thuật khác nhau từ tiếng Đức sang tiếng Ba Lan. Ông cũng rất tích cực trong chương Kraków của Liên đoàn các Hiệp hội Kỹ thuật Ba Lan. Ông là đồng sáng lập của Hiệp hội Kỹ sư và Kỹ thuật Cơ khí Ba Lan tại Fablok vào năm 1937 và là người đứng đầu chi nhánh Fablok trong nhiều năm. Cùng với kỹ sư Zdzisław Wład, ông đã phát triển bằng sáng chế cho phanh nước điện/thủy lực công suất cao cho đầu máy xe lửa vào cuối những năm 1950.

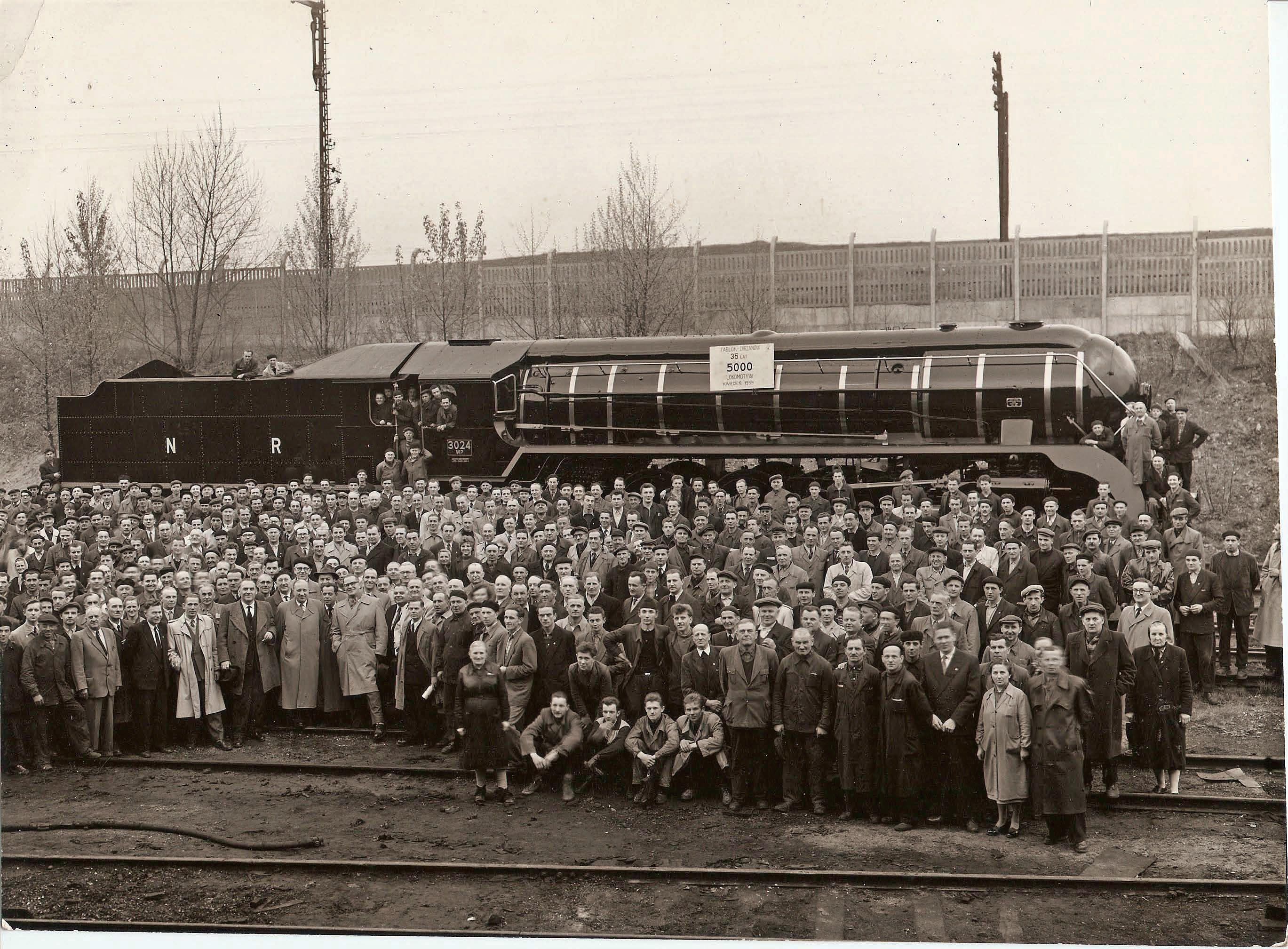
Ảnh chụp nhóm các nhân viên Fablok ăn mừng sản xuất đầu tàu WP thứ 5.000 cho Ấn Độ vào năm 1959. Sielecki đứng thứ sáu hàng trước từ bên trái.

## Vinh danh
Mặc dù ông đã từ chối tham gia Đảng Công nhân Thống nhất Ba Lan (PZPR) trong suốt cuộc đời của mình nhưng ông vẫn được vinh danh vì các công tác xã hội và nghề nghiệp xuất sắc vào năm 1955 với Huân chương Kỷ niệm 10 năm Ngày Nhân dân Ba Lan và vào năm 1967 với huy chương Knight's Cross of the Order of Polonia Restituta.